# 海宁路 (上海)
海宁路是中国上海市跨虹口区、靜安区的一条街道，东西走向，东起九龙路接鸭绿江路，西至甘肃路接新疆路。长1884米，宽50米。建设中的北横通道东段隧道沿海宁路下方走行。

## 歷史
海宁路始建于1902年，最早修筑的是乍浦路以东路段，名为鸭绿路。1998年以前，海宁路宽14米到28米，一年后拓宽为宽50米、六块二慢的“北横”交通干道。
海宁路沿路传统上为商住混合区，多里弄住宅，四川北路到吴淞路路段商店和电影院相当密集（如国际电影院）。1998年拓宽以后，两侧原有商铺减少很多。其他公共建筑包括830号汇司捕房旧址和449号（四川北路口）虹口大楼。

## 交汇道路（东向西）
- 溧阳路接周家嘴路
- 九龙路
- 峨嵋路
- 吴淞路
- 乍浦路
- 百官街
- 西街
- 四川北路
- 江西北路
- 彭泽路
- 河南北路
- 山西北路
- 福建北路
- 康乐路
- 浙江北路
- 甘肃路
- 热河路
- 西藏北路
- 晋元路
- 天目中路、乌镇路